# 青化镇 (岐山县)
青化镇，是中华人民共和国陕西省宝鸡市岐山县下辖的一个乡镇级行政单位。

## 行政区划
青化镇下辖以下地区：
青化村、南阳村、凤家庄村、募化村、北阳村、焦六村、孙家村、南武村和童峪村。